# Kristen Michal

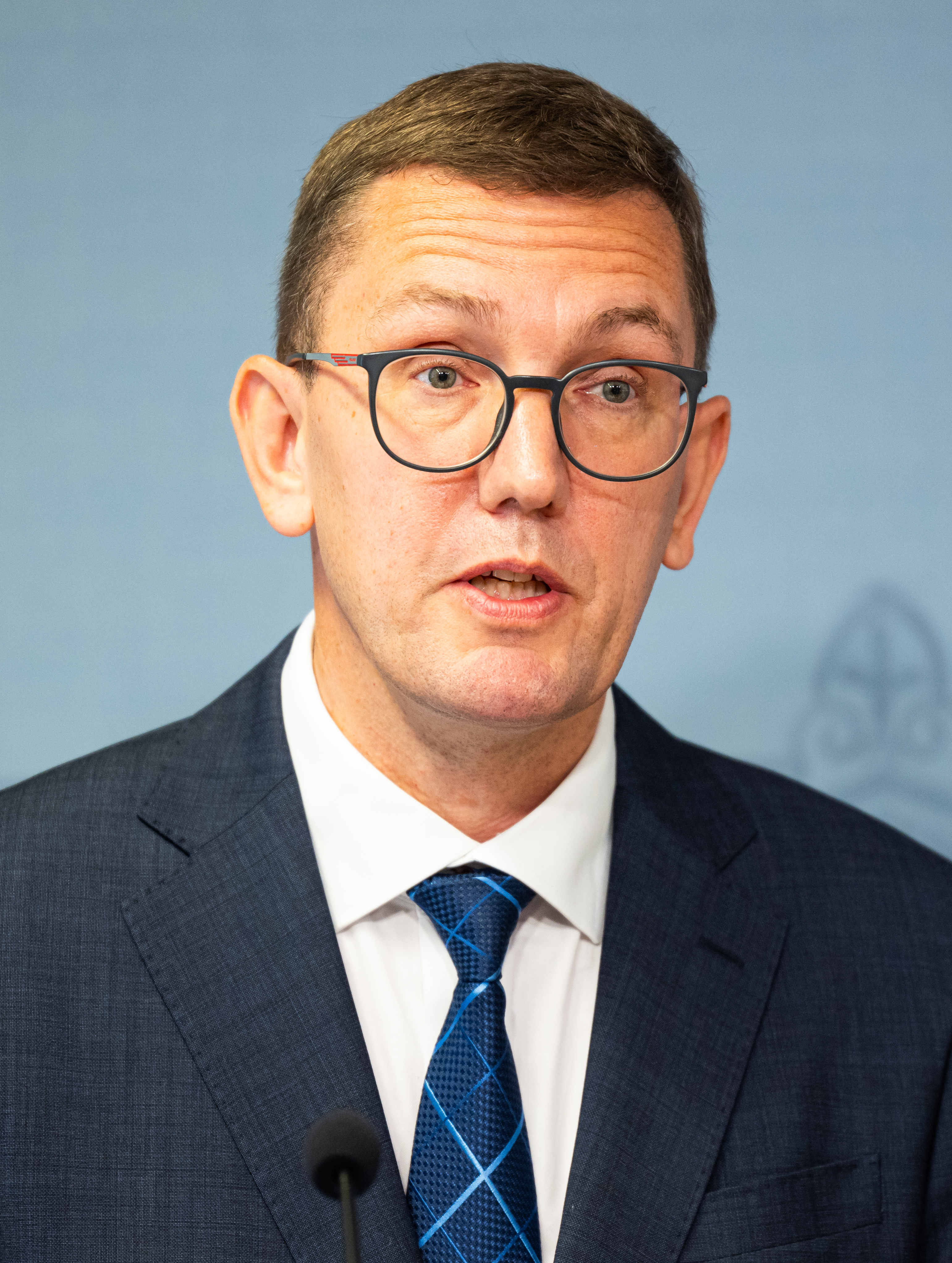
Kristen Michal (2024)

Kristen Michal (* 12. Juli 1975 in Tallinn) ist ein estnischer Politiker und seit Juli 2024 Premierminister von Estland. Er gehört der liberalen Estnischen Reformpartei an, deren Vorsitzender er seit September 2024 ist.
Er war von April 2011 bis Dezember 2012 Justizminister im Kabinett Ansip III und von April 2015 bis November 2016 Minister für Wirtschaft und Infrastruktur im Kabinett Rõivas II. Von April 2023 bis Juli 2024 war er Klimaminister im Kabinett K. Kallas III. 

## Leben
Kristen Michal schloss 1993 das Gymnasium in Tallinn ab. Von 1994 bis 1999 studierte er Sozialwissenschaft und Verwaltungsmanagement an der Pädagogischen Universität Tallinn (heute Universität Tallinn). Michal verließ die Universität ohne Abschluss. Er studierte von 2006 bis 2009 Rechtswissenschaft an der privaten Hochschule Akadeemia Nord, an der er sein Bachelor-Examen ablegte.

### Politik
Früh engagierte sich Michal in der estnischen Politik. 1996 trat er in die liberale Estnische Reformpartei (Eesti Reformierakond [RE]) ein. Von 1996 bis 1999 war Michal Referent der Reformpartei im Stadtrat von Tallinn. Von 1999 bis 2001 war Michal Referent der Fraktion im estnischen Parlament (Riigikogu). 2001/2002 war er Büroleiter des estnischen Regionalministers Toivo Asmer. Zugleich war er Mitglied im Stadtrat von Tallinn. 2002 war Michal innenpolitischer Berater von Ministerpräsident Siim Kallas für Innenpolitik. 2002/2003 bekleidete Michal das Amt des Bezirksbürgermeisters des Tallinner Stadtteils Kesklinn („Tallinn-Innenstadt“).
Im Jahr 2003 wurde Michal Generalsekretär der Estnischen Reformpartei. Von 2004 bis 2007 gehörte Michal als Abgeordneter dem estnischen Parlament an. Er wurde 2007 wiedergewählt, gab im selben Jahr aber sein Mandat auf, um sich ganz auf die Aufgaben des Generalsekretärs der Reformpartei konzentrieren zu können.
Vom 6. April 2011 bis zum 10. Dezember 2012 war Michal im Kabinett von Ministerpräsident Andrus Ansip (RE) Justizminister der Republik Estland. Am 30. Juli 2012 leitete die Staatsanwaltschaft ein Korruptionsverfahren gegen Michal und seinen Parteifreund, den ehemaligen Parteisekretär Kalev Lillo, ein. Konkret ging es um anonyme Parteispenden. Im November 2012 wurde das Verfahren gegen Michal eingestellt. Michal trat im Dezember 2012 dennoch von seinem Amt zurück.
Vom 9. April 2015 bis zum 23. November 2016 war Kristen Michal im Kabinett von Ministerpräsident Taavi Rõivas (RE) Minister für Wirtschaft Infrastruktur. Anschließend kehrte er als Abgeordneter in das estnische Parlament zurück.
Er verbrachte die nächste Legislaturperiode als Angeordneter im Parlament und wurde nach der Parlamentswahl 2023 von Ministerpräsidentin Kallas (RE) wieder als Minister berücksichtigt. Im Kabinett K. Kallas III übernahm er am 17. April 2023 den neu geschaffenen Posten eine Klimaministers und übernahm damit einen Großteil der Aufgaben die bisher im Umweltministerium gelegen hatten.
Nach dem Abgang von Kaja Kallas nach Brüssel wurde Michal als deren Nachfolger vorgesehen. Am 23. Juli 2024 übernahm seine Regierung die Arbeit. Am 8. September 2024 wurde er zum neuen Vorsitzenden der Reformpartei gewählt.

### Persönliches
Kristen Michal lebt in einer nichtehelichen Lebensgemeinschaft. Er hat zwei Söhne.